# Murallas de Córdoba
Las murallas de Córdoba son los antiguos muros defensivos de la ciudad de Córdoba (España). Se pueden distinguir cinco recintos amurallados: la Villa o Medina, la Ajerquía, el Castillo de la Judería, el Alcázar Viejo y la Huerta del Alcázar, estos tres últimos en el actual barrio de San Basilio.

## Historia

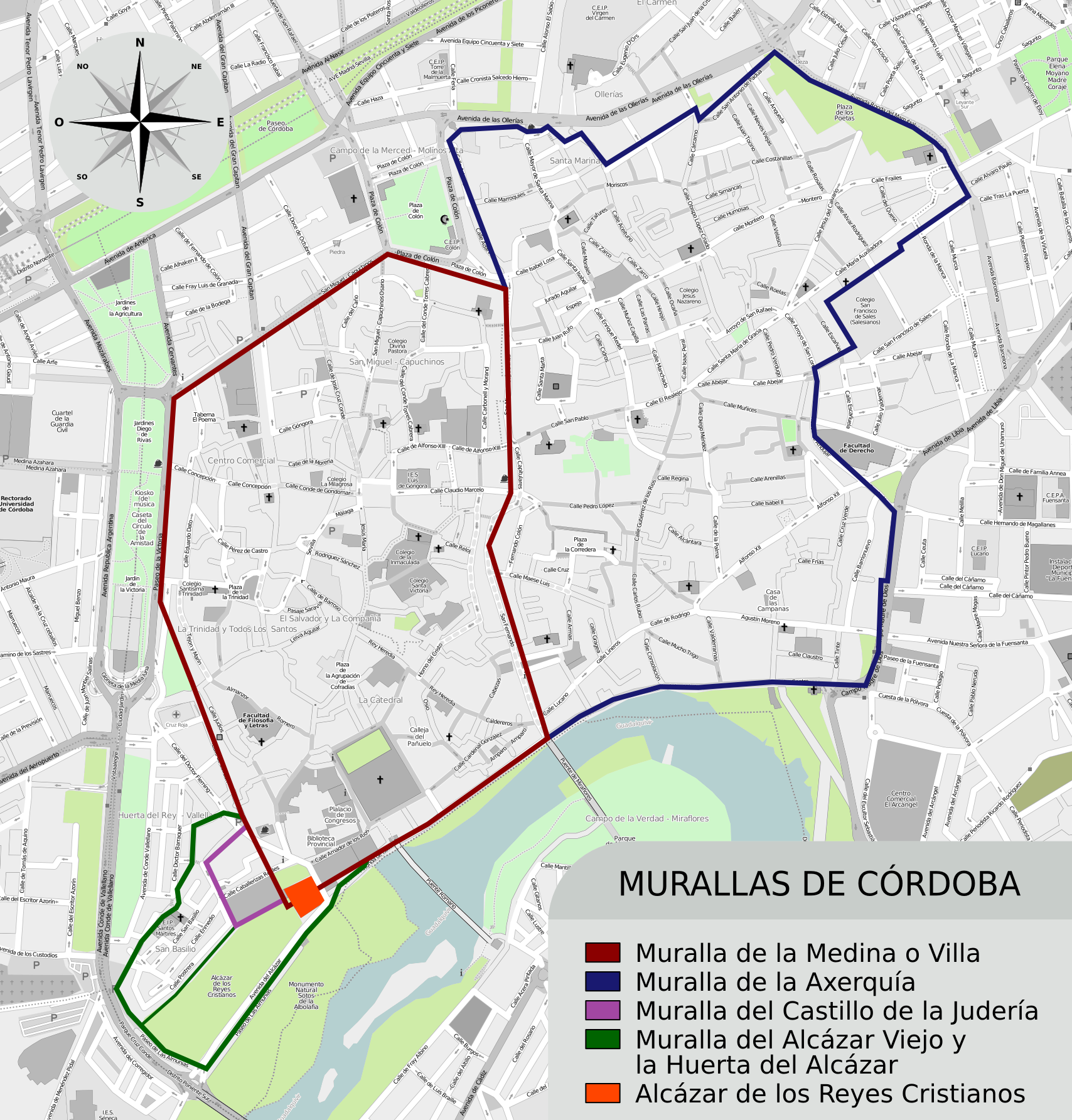
Mapa de las murallas de Córdoba.

### Muralla romana
Las primeras murallas con las que contó la ciudad fueron construidas en el siglo II, durante la época romana, abarcando un perímetro de, aproximadamente, 2650 metros y un área de unas 47,6 hectáreas. Este recinto amurallado contaba con cuatro puertas que estaban orientadas a cada uno de los cuatro puntos cardinales.
Posteriormente, durante el gobierno del emperador Tiberio, se eliminó el lienzo sur para ampliar el área amurallada expandiendo la ciudad hacia el río y abriendo nuevas puertas de acceso a la ciudad.

### Murallas musulmanas
En la época musulmana las antiguas murallas romanas se encontraban en un estado deplorable. Durante la Fitna de al-Ándalus, el antiguo recinto amurallado fue reconstruido. Más tarde, como consecuencia del acercamiento cristiano, se construyó en la parte oriental de la ciudad una nueva muralla anexa a la existente con el objetivo de proteger las viviendas situadas extramuros. De esta forma, el recinto amurallado quedó dividido en dos partes: por un lado el antiguo recinto amurallado, denominado la Madina (al-Madina); y por otro lado el nuevo recinto amurallado anexo, denominado la Axerquía (al-Sarqiyya).

### Murallas cristianas
Tras la conquista cristiana de la ciudad, se mantienen y restauraron las antiguas murallas. En la última mitad del siglo XIV se añaden tres nuevos recintos amurallados: el Castillo de la Judería, la Huerta del Alcázar y el Alcázar Viejo.

## Tramos conservados

### Muralla de la Villa
Se conservan restos del lienzo norte que se encuentran en la medianera de los edificios que dan a la plaza de Colón. Del lienzo oeste se conservan unos 360 metros que transcurren a lo largo de la calle Cairuán. En este lienzo pueden observarse siete torreones así como la puerta de Almodóvar.

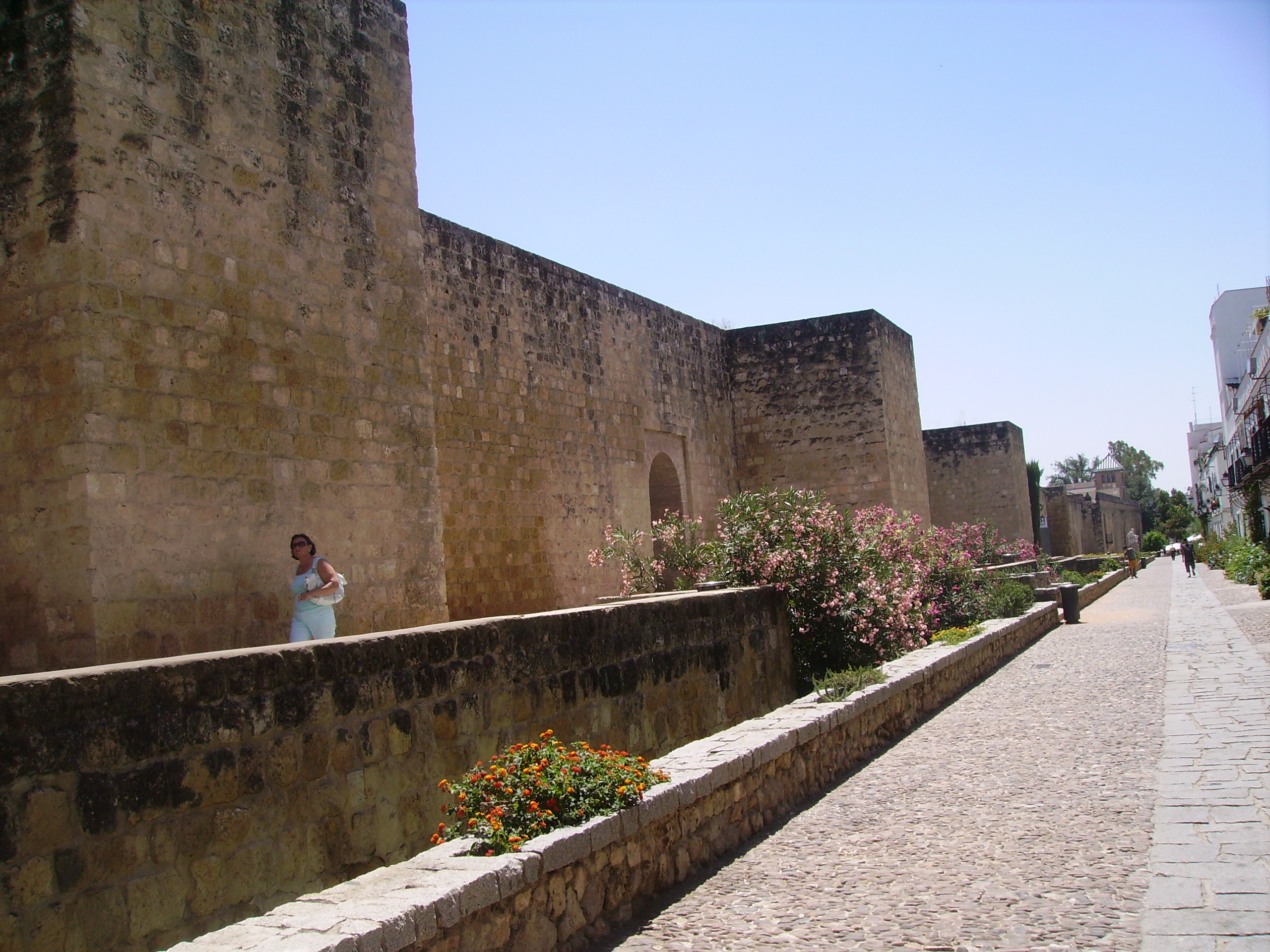
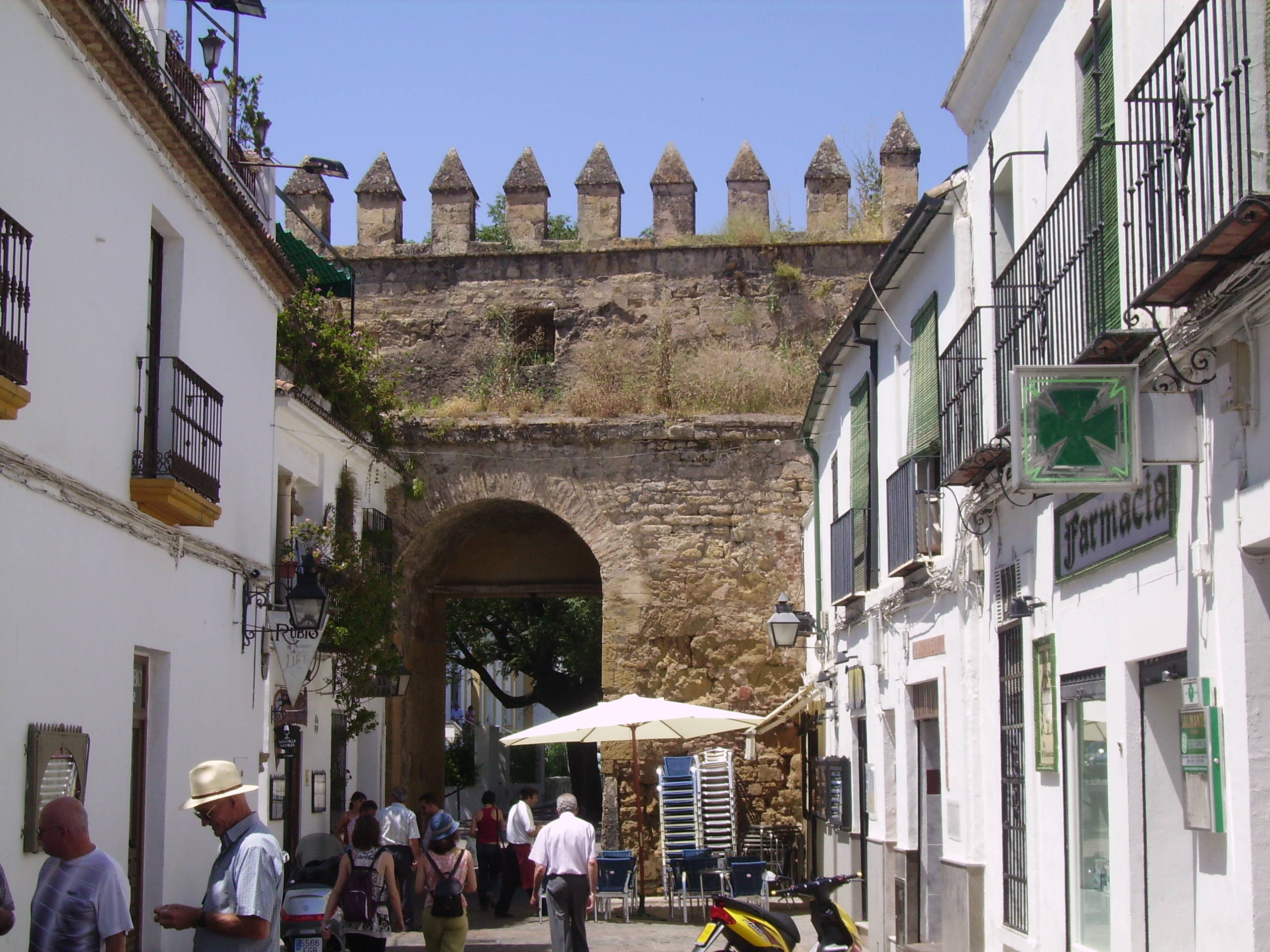
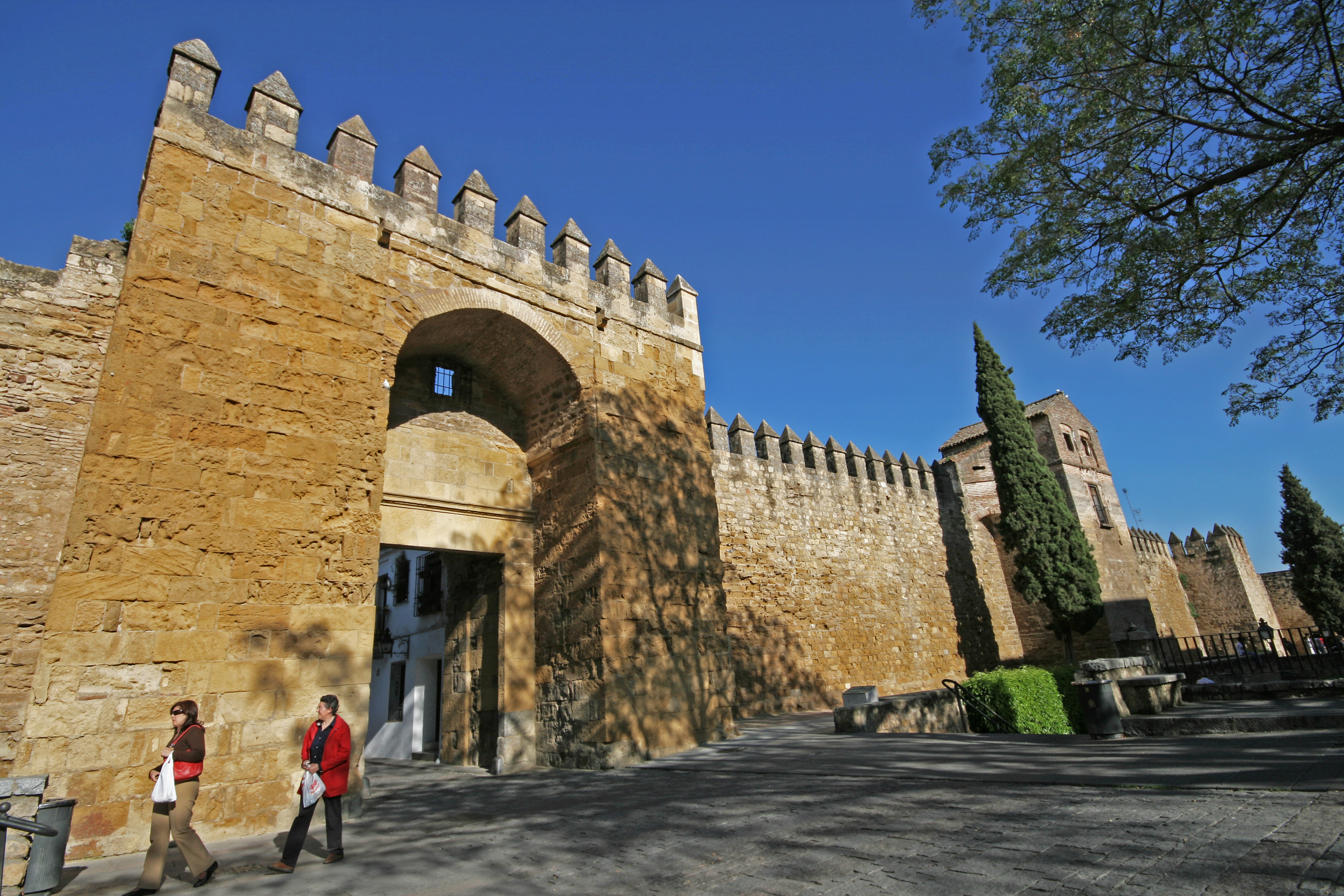
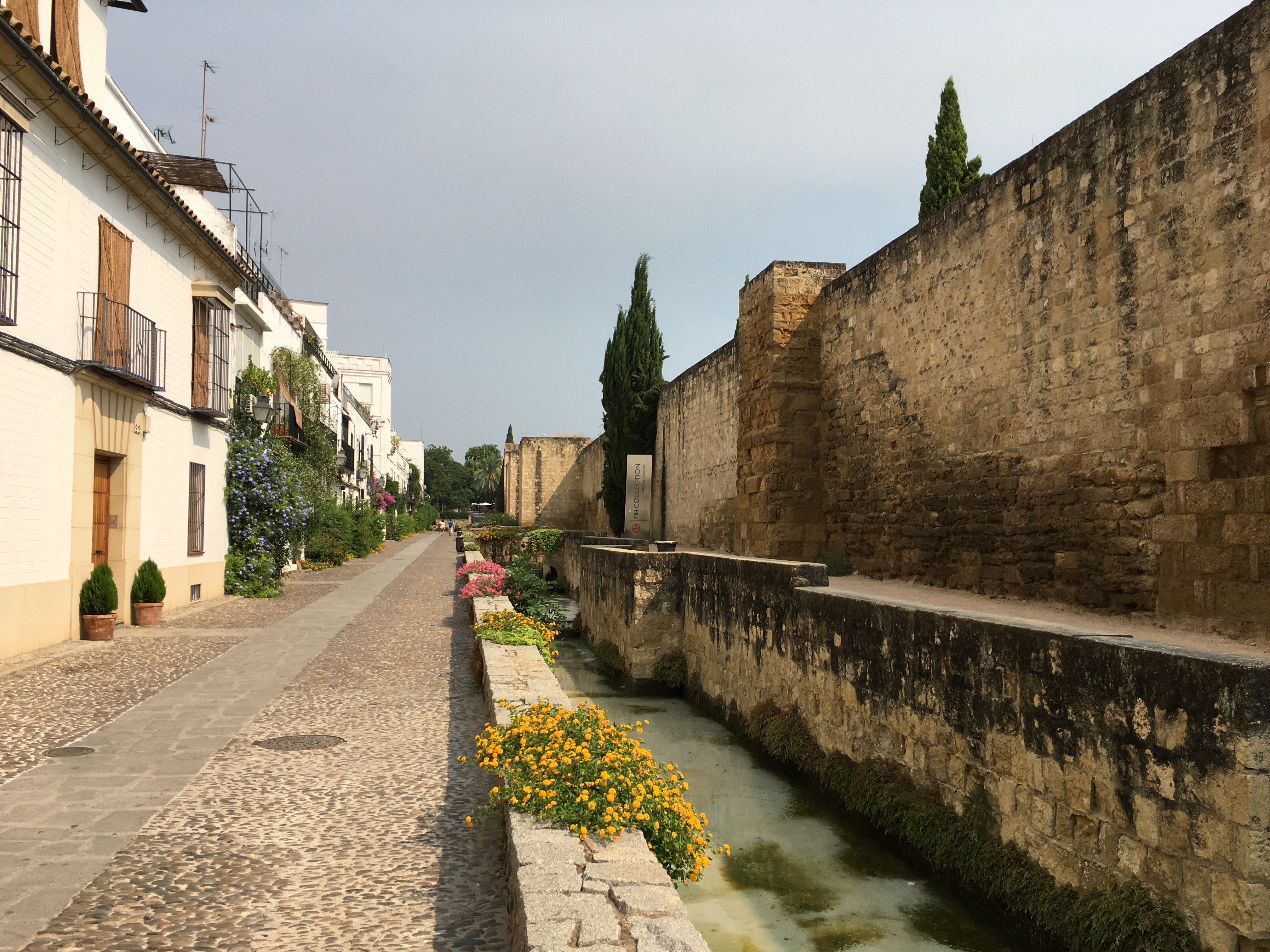

### Muralla de la Axerquía

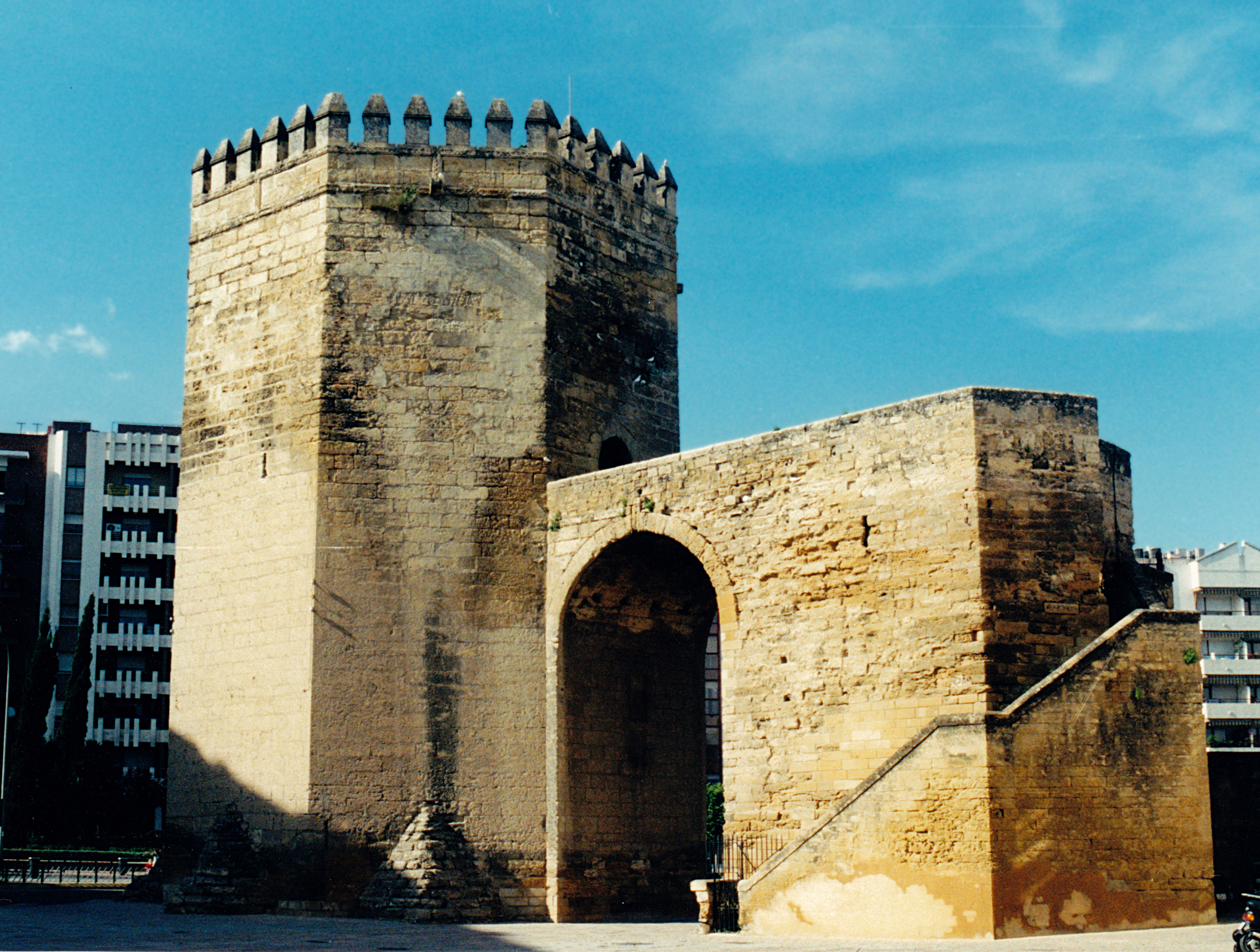
Torre de la Malmuerta.
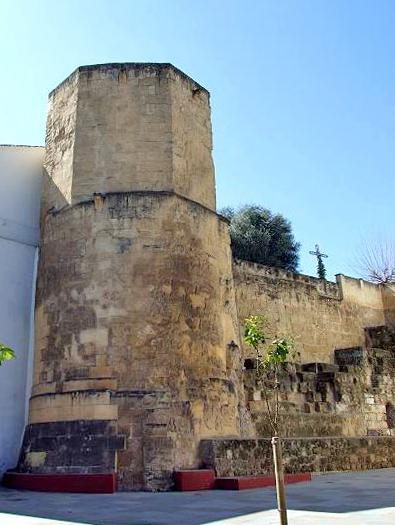
Torre de la Puerta del Rincón.
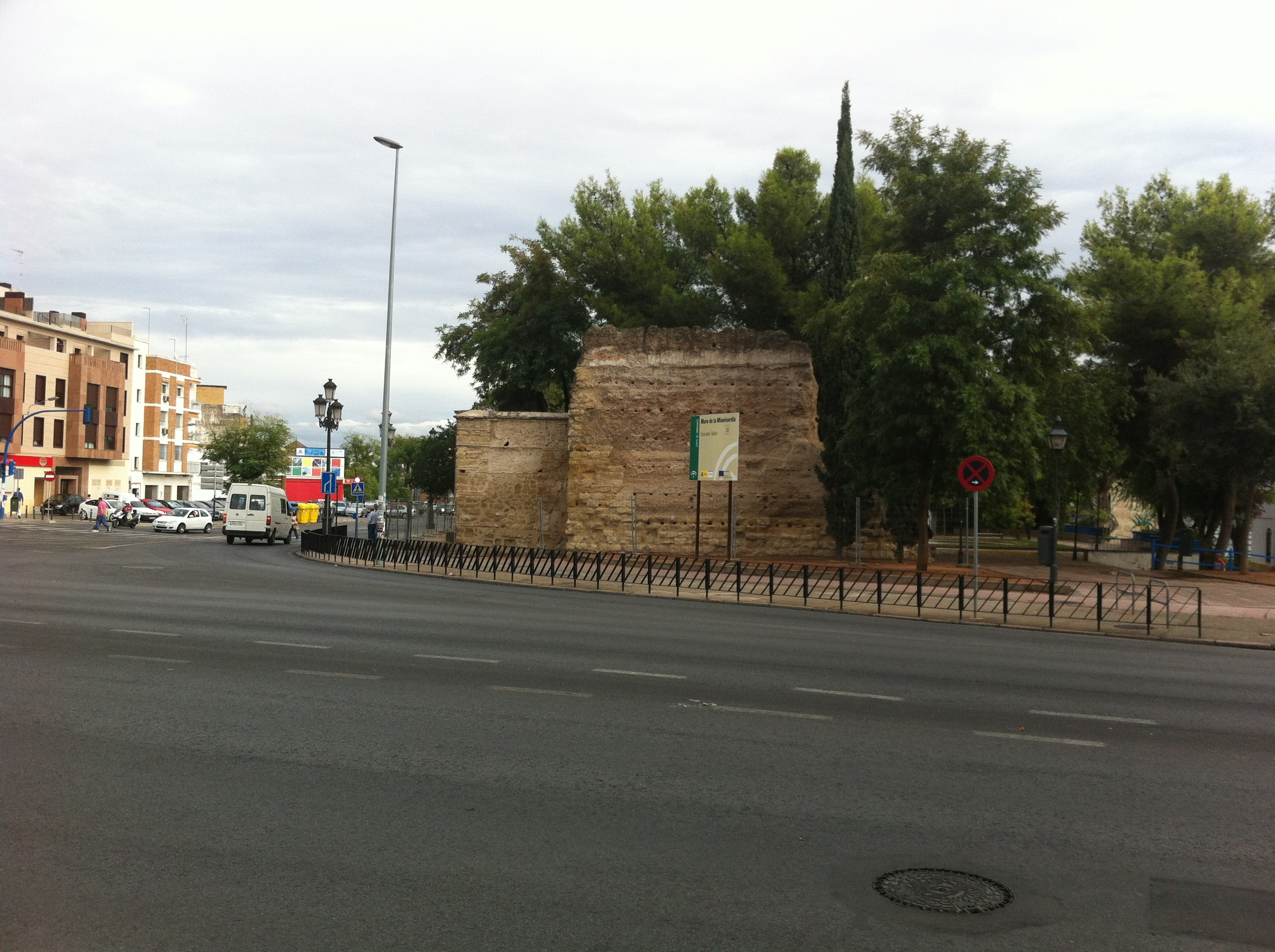
Muro de la Misericordia.
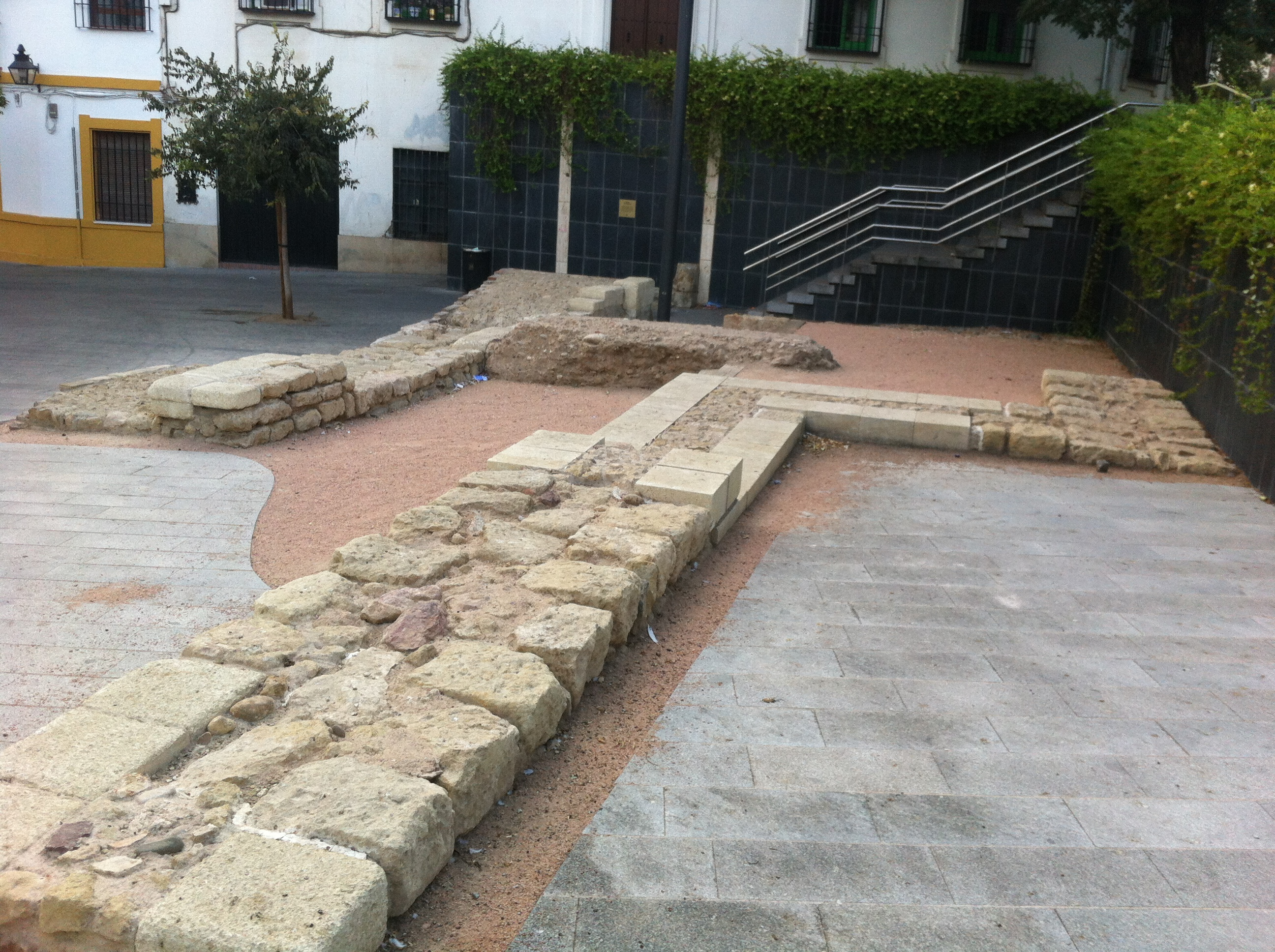
Sillares de la desaparecida Puerta del Colodro.

### Muralla de la Huerta del Alcázar
Se conserva en su lienzo sur un tramo de 410 metros con seis torres, entre las cuales destaca la torre de Guadalcabrillas. Del lienzo oeste se conserva un tramo de 390 metros con cuatro torreones de planta cuadrada. En dicho tramo se encuentra la puerta de Sevilla, que es una reconstrucción puesto que la original fue demolida en 1865. Junto a dicha puerta se conserva una torre albarrana.

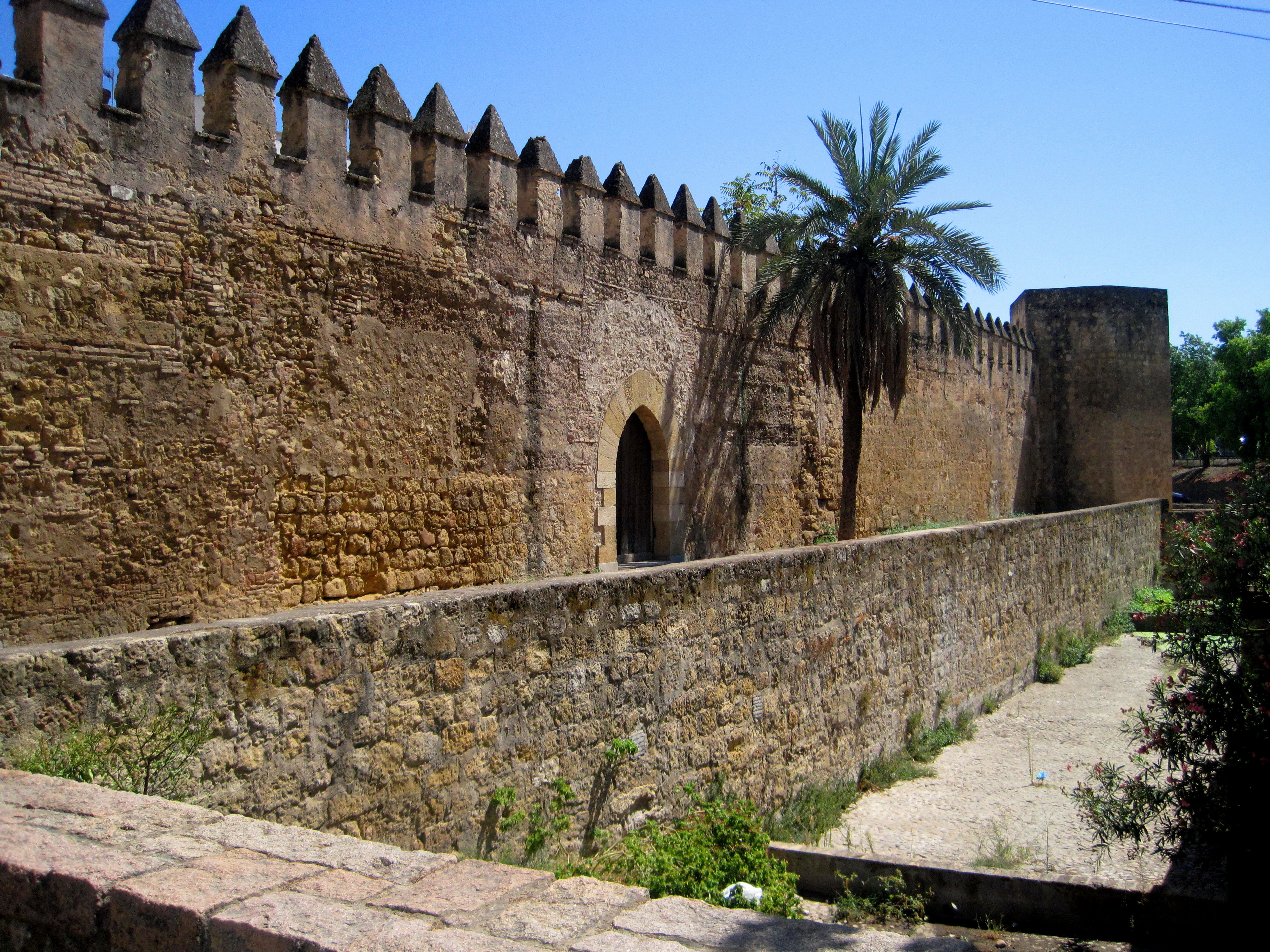
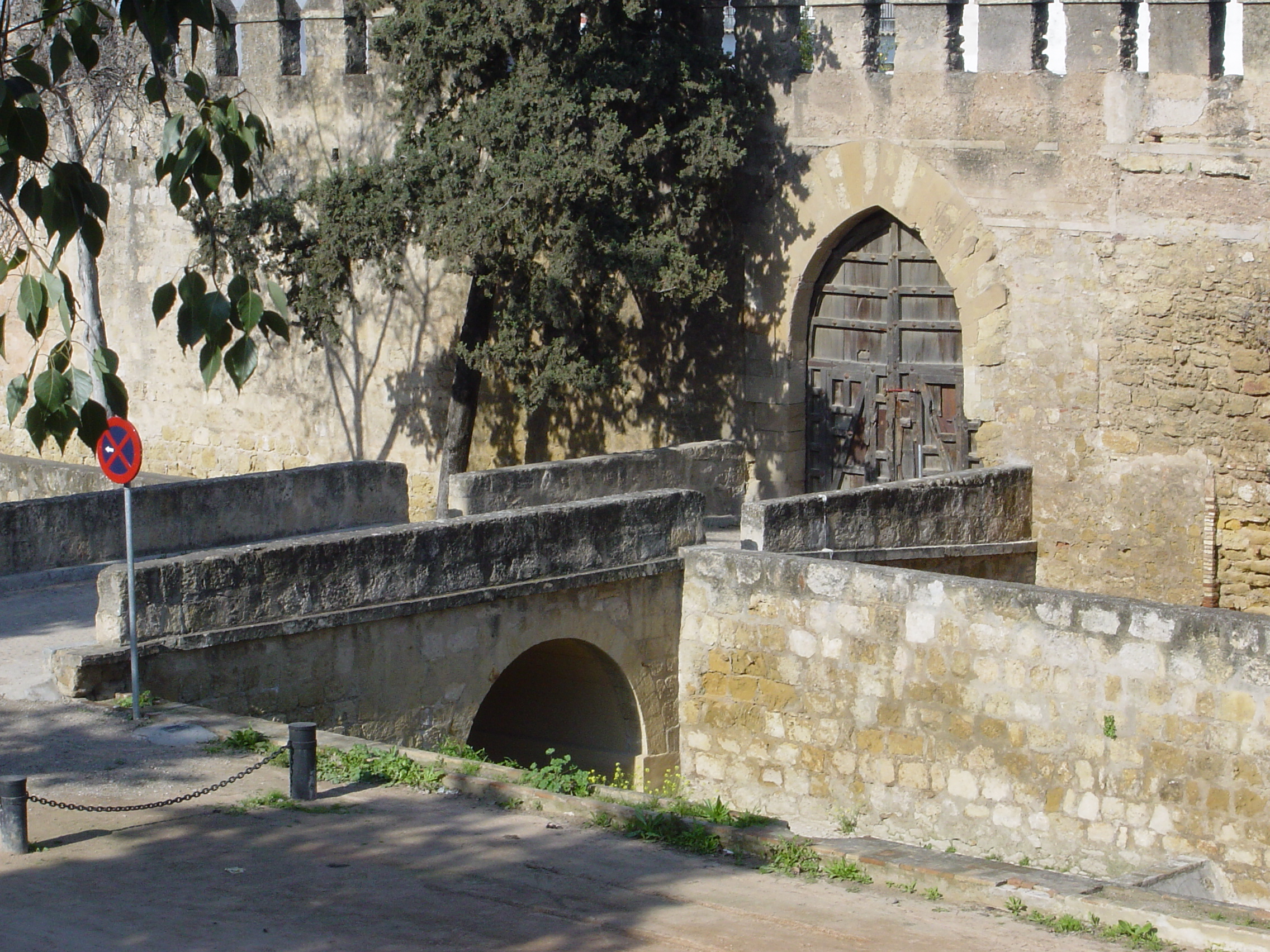
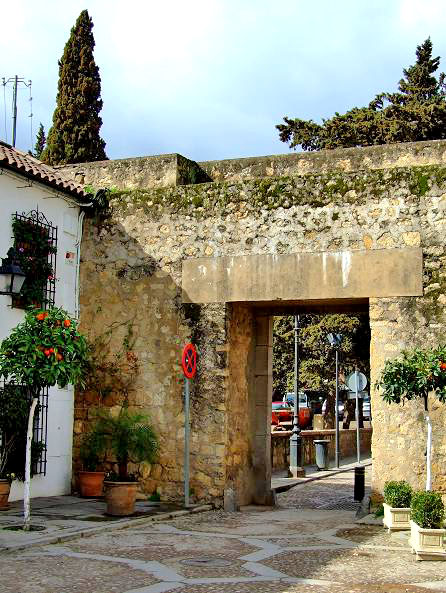
Puerta de Sevilla.
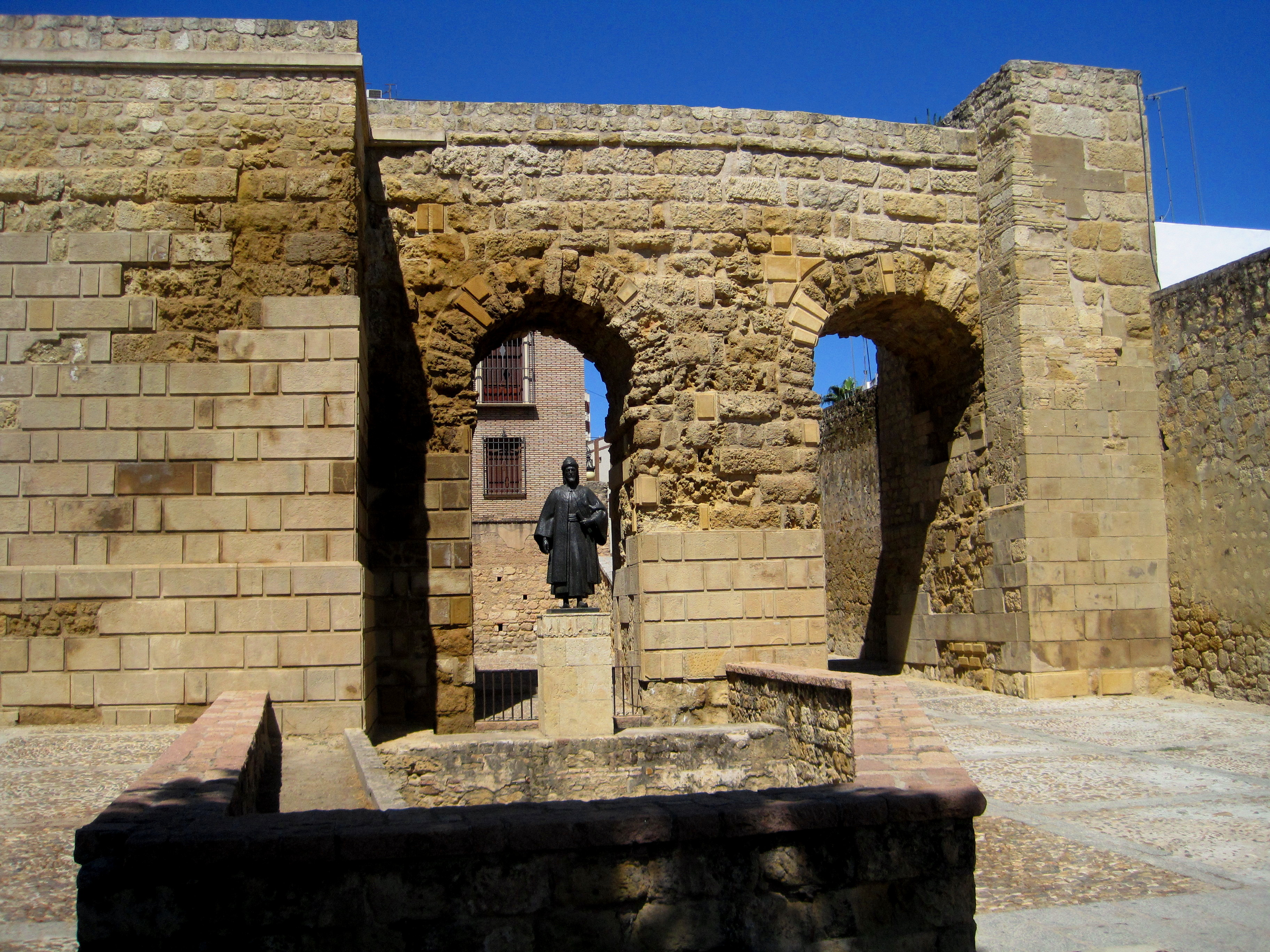
Torre albarrana de la Puerta de Sevilla.
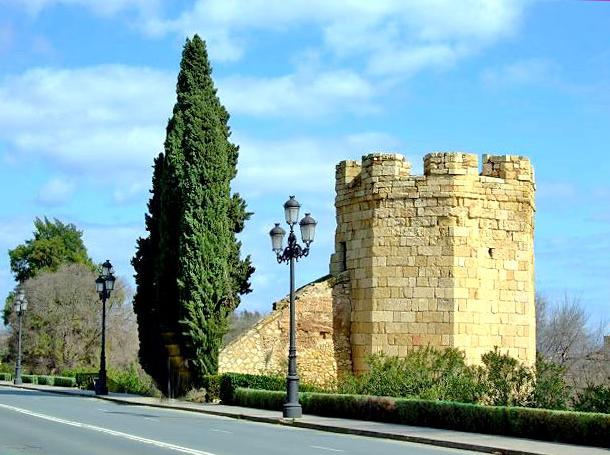
Torre de Guadalcabrillas.

### Muralla del Castillo de la Judería

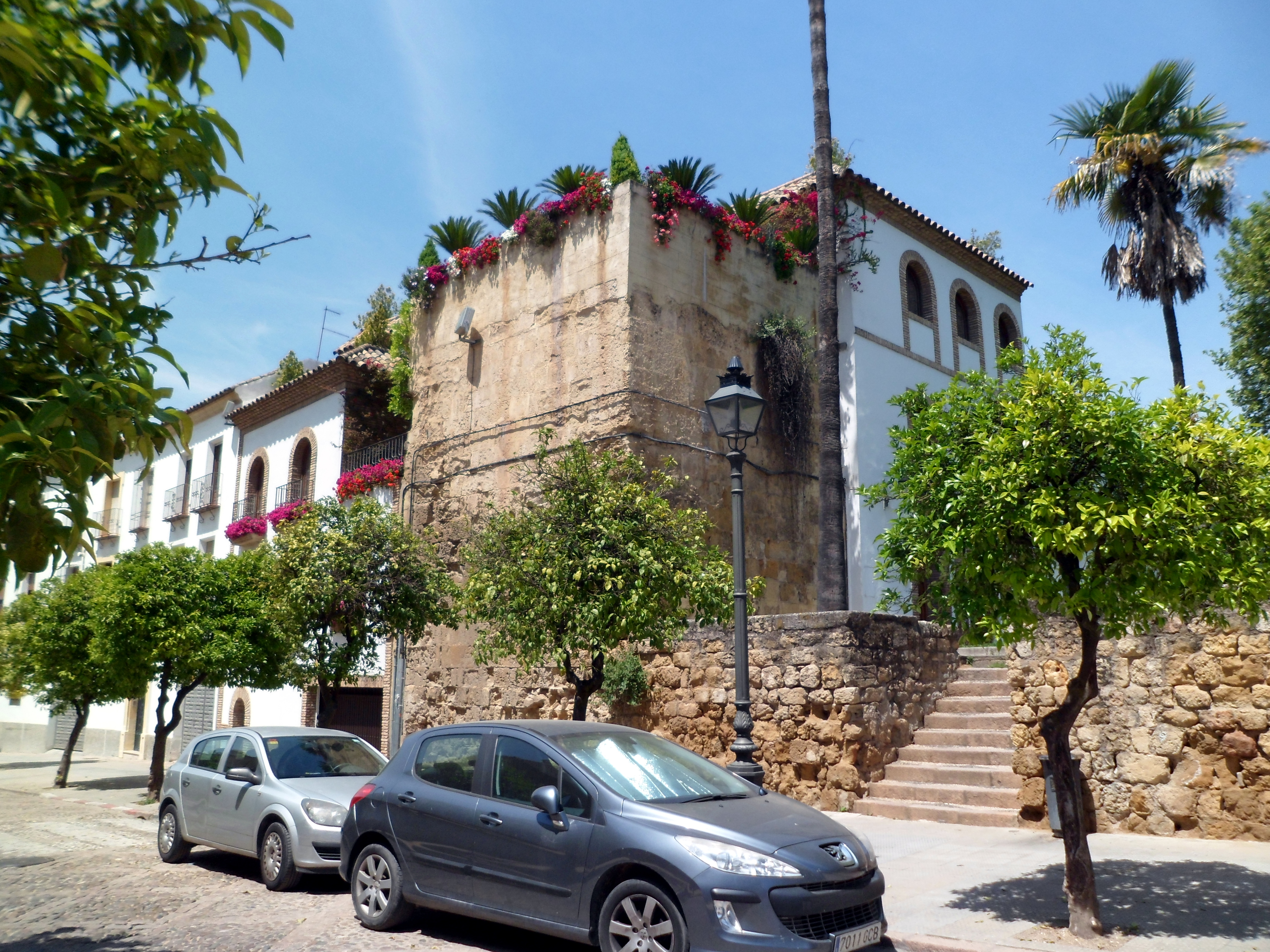
Torreón del Castillo.
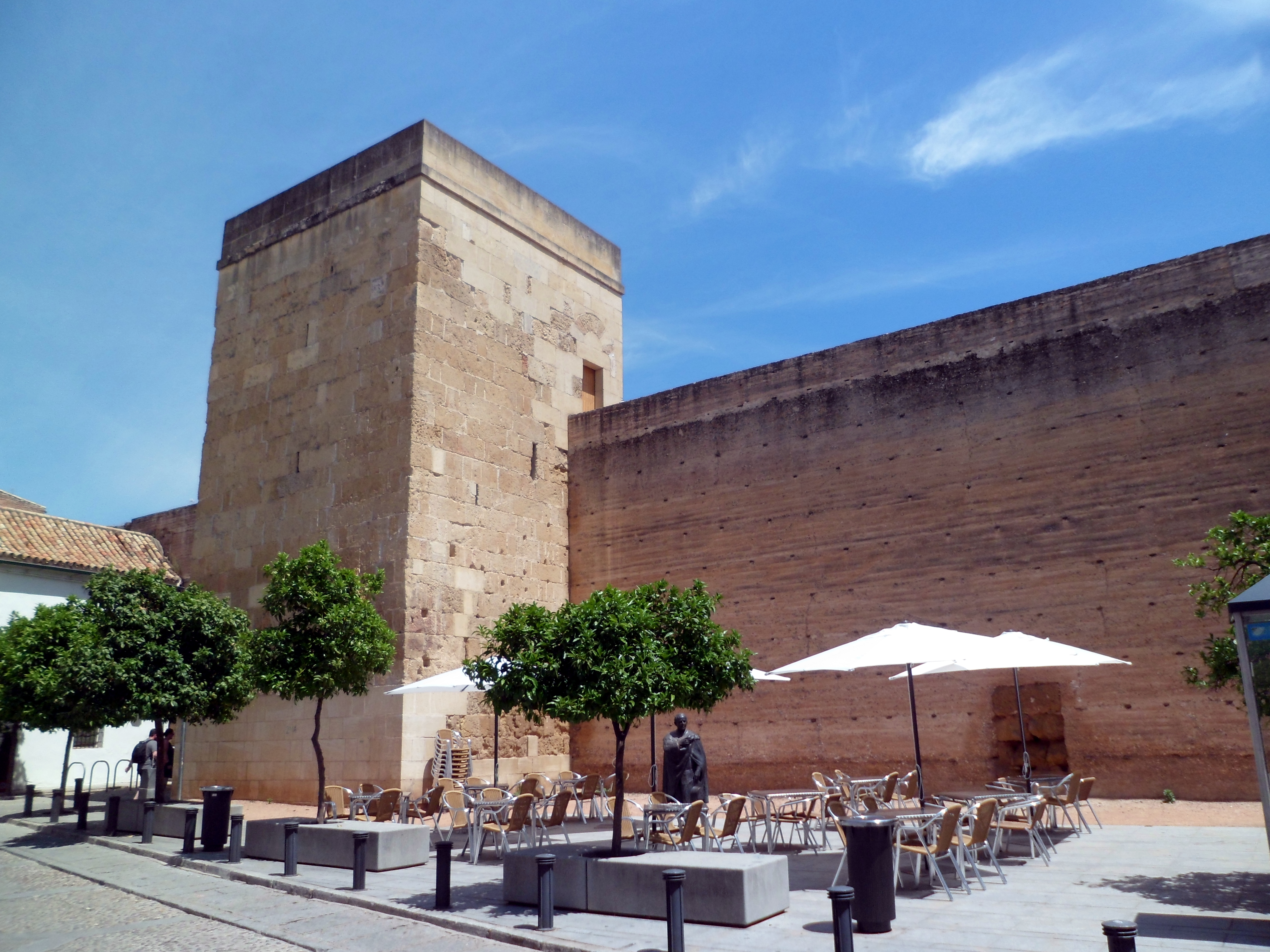
Torre de Belén.

## Torres
- Torre de la Malmuerta
- Torre de la Puerta del Rincón
- Torre de los Donceles
- Torre de las Siete Esquinas (derribada en 1755)
- Torre de Belén
- Torre de la Calahorra
- Torre de Guadalcabrillas

## Puertas
- Puerta del Puente
- Puerta de Sevilla
- Puerta de Almodóvar
- Puerta de Gallegos
- Puerta de Osario
- Puerta del Rincón
- Portillo de la Fuenseca o del Bailío
- Puerta del Hierro o del Salvador
- Portillo del Corvache o Arco del Portillo
- Puerta de la Pescadería
- Puerta del Colodro
- Puerta de la Misericordia
- Puerta de Plasencia
- Puerta de Andújar
- Puerta Nueva
- Puerta de Baeza
- Puerta de Martos
- Puerta del Sol